# Geospizopsis
A Geospizopsis a madarak osztályának verébalakúak (Passeriformes) rendjébe és a tangarafélék (Thraupidae) családjába tartozó nem. Egyes szervezetek a Phrygilus nembe sorolják ezt a két fajt is.

## Rendszerezésük
A nemet Charles Lucien Jules Laurent Bonaparte francia ornitológus írta le 1853-ban, az alábbi fajok tartoznak ide:
- Geospizopsis unicolor[1] vagy Phrygilus unicolor[2]
- Geospizopsis plebejus[1] vagy Phrygilus plebejus[2]